# Mario (douar)
 (juin 2012).
Si vous disposez d'ouvrages ou d'articles de référence ou si vous connaissez des sites web de qualité traitant du thème abordé ici, merci de compléter l'article en donnant les références utiles à sa vérifiabilité et en les liant à la section « Notes et références ».
Pour les articles homonymes, voir Mario.
Mario (ou Thimadghart, Aïn Chifa, Aït Azzimane, Dhar Izri, Ighardouhan) est un douar rattaché administrativement à la commune rurale d'Azlaf, au Maroc, dans la province de Driouch et la région de l'Oriental. Ce douar tire son nom de l'époque coloniale espagnole, où se trouvait un poste de l'armée mené par un certain officier Mario[réf. nécessaire].

## Géographie
Le douar est situé à 62 kilomètres d'Al-Hoceima et à 94 kilomètres de Nador. Longtemps, il a constitué un point de passage entre les deux grandes villes. Une route reliant Nador et Al-Hoceima, d'une longueur de 125 kilomètres, a fortement contribué à l'isoler.

### Voies d'accès
L'aéroport de Nador-Arouit constitue une importante voie d'accès à Mario. La compagnie irlandaise Ryanair entretient une liaison régulière entre certains aéroports de grandes villes d'Europe et l'aéroport de Nador-Arouit.

L'autre moyen d'accès à Mario, et qui reste le principal, est le port de Beni Ensar.

## Tourisme
Ce lieu est très connu pour son eau qui a des vertus thérapeutiques. La source est appelée Aïn Chifa (en arabe « la source de la guérison », appelée aussi thastathath en Amazigh. L'eau permet de faciliter le transit intestinal, sa faible teneur en sels minéraux,contribue sans doute en partie à faciliter le processus de digestion. Elle est aussi constituée d'une forte concentration en souffre : 6,55 mg / L. L'eau jaillit chaude de la source, il n'y a qu'un puits central. Cependant, autour de la source, des stations thermales permettent d'utiliser l'eau pour se doucher. Une piscine a été aménagée afin de permettre aux jeunes de profiter de la qualité de l'eau. L'eau permettrait également de remédier aux affections de la peau tel que le psoriasis.
En 2007, des travaux financés par la wilaya de Nador ont vu le jour. Des chambres ont été construites afin de permettre aux touristes de trouver un gîte et un couvert pour une nuit.

## Démographie
La population est difficile à estimer, mais on peut penser qu'environ 2 000 personnes habitent à Mario. En période estivale, ce chiffre est multiplié par 4 en raison de l'affluence des populations qui ont immigré.
La démographie du douar est décroissante depuis ces trois décennies, à cause notamment de sa population qui a massivement rejoint l'Europe au début des années 1970. La population devrait baisser de 25 voire 30 % les dix prochaines années; en cause, un exode rural pressant et un avenir toujours incertain qui pousse les jeunes à tenter leur chance en Europe. Les jeunes de moins de 25 ans représentent une part importante des habitants de Mario.
Le climat est très sec, voire aride les derniers jours de juillet, les habitants surnomment d'ailleurs les derniers jours « Smaïm ».
La population est constituée principalement de sept grandes familles :
- Boukachr ou Mesbahi (Iboukachand awlad mouhand)
- Benhaddi (ibanhadithan)
- Tadmiri ou bouzanih (ikaddoun)
- Boussakla ou Baziw (ibouchathrathn)
- Bouchouari (Isirithan)
- Aouragh (Iwraghan)
- Bouzia (I3abdallahthan)

À cela s'ajoutent quelques familles venues des environs comme d'Ait Melloul, Beni Taabane ou encore Ibarrizan.

## Éducation
Une école primaire est située à proximité de Mario, c'est l'école où se rendent la majeure partie des jeunes du douar. L'enseignement secondaire se fait à Midar, dans un lycée rénové en 2009.
L'enseignement supérieur, quant à lui, se déroule dans la ville de Oujda. L'université Mohammed Ier propose des filières d'excellence dans divers domaines :
- La faculté des Lettres et des Sciences Humaines : le premier noyau de l’Université Mohammed Ier, elle a ouvert ses portes aux étudiants le 16 septembre 1978.
- La Faculté des Sciences Juridiques, Économiques et Sociales : créée en vertu du Décret n°2-79-143 du 20 Joumada I 1399 (18 avril 1979), complétant le Décret n°2-75-662 du 11 Choual 1395 (17 octobre 1975) relatif à la création d’établissements et de cités universitaires.
- La Faculté des Sciences : elle a ouvert ses portes en 1979.
- L’École Supérieure de Technologie d’Oujda : créée en 1991 dans le but de répondre aux besoins régionaux et nationaux en cadres moyens dans les domaines industriels et les techniques de management.
- L’École Nationale des Sciences Appliquées : c’est l’unique École d’Ingénieurs dans l’Oriental. Elle a été créée en 2000 visant la formation des Ingénieurs de haut niveau et le développement de nouvelles technologies.
- L’École Nationale de Commerce et de Gestion : est un établissement supérieur public de haute formation à la gestion des entreprises et des organisations. Elle a ouvert ses portes aux étudiants en septembre 2004.

Cependant, une nouvelle faculté a vu le jour en 2005 à Selouane, la faculté pluridisciplinaire de Nador ; elle est le premier noyau universitaire de l'UMP dans la région de Nador. Sa création en septembre 2005 a permis d'accueillir le premier groupe constitué de 1547 étudiants dans des disciplines multiples :
- Sciences : Mathématiques, Physique, Chimie et biologie
- Langues et Littératures : Arabes, Françaises et Espagnoles
- Études islamiques
- Droit et Économie : Droit public, Droit privé, Économie et Gestion.

## Économie
Malgré le développement de l'éducation, les diplômés se font rares dans le douar, ainsi l'économie de Mario dépend toujours fortement de l'envoi de l'argent des immigrés européens. Les commerces à Mario ne sont pas très développés, en effet, les commerçants préfèrent se diriger vers Midar, ville qui se situe à 6 kilomètres du douar afin de développer leurs activités. Les prix des matières premières restent assez abordables pour les populations locales.